# Martin Lechner (Autor)
Martin Lechner (* 4. April 1974 in Düsseldorf) ist ein deutscher Schriftsteller.

## Leben und Werk
Martin Lechner studierte Philosophie, Psychologie und Literaturwissenschaft an der Universität Potsdam. 2006 war er Finalist beim Literaturwettbewerb Open Mike. Mit seinem Debütroman Kleine Kassa stand er 2014 auf der Longlist für den Deutschen Buchpreis. Der Roman wurde von der Kritik als „reifes Debüt von höchster sprachlicher Souveränität mit starkem und überzeugendem Formwillen“ beschrieben. Mehrere Kritiker (FAZ, FR, NZZ ) hoben die expressionistische Bildlichkeit hervor.
2019 gestaltete er in einer Neuinszenierung der Oper Christophe Colomb von Darius Milhaud am Theater Lübeck unter der Regie von Milo Pablo Momm die Videoprojektionen.
Der 2021 erschienene Roman „Der Irrweg“ ist wie das Debüt in der fiktiven norddeutschen Stadt Linderstedt angesiedelt, dem „literarischem Paralleluniversum Lüneburgs“, wie es der Autor in einem Interview bezeichnet. Der gleichfalls 2021 veröffentlichte Prosaband „Gelati! Gelati!“ ist eine Gemeinschaftsarbeit mit dem Autor Tobias Premper und enthält 99 Miniaturen sowie ein Nachwort von Georg Klein.

## Auszeichnungen
- 2006 Alfred-Döblin-Stipendium mit Aufenthalt in Wewelsfleth[10]
- 2006 Finalist beim Literaturpreis „Open Mike“ der Literaturwerkstatt Berlin[2]
- 2014 Longlist Deutscher Buchpreis mit Kleine Kassa
- 2017 Shortlist Clemens-Brentano-Preis mit Nach fünfhundertzwanzig Weltmeertagen
- 2019 Arbeitsstipendium Literatur des Berliner Senats
- 2024 Dr.-Hedwig-Meyn-Preis der Stadt Lüneburg[11]

## Werke
- Bilder einer Heimfahrt. Textem, Hamburg 2005, ISBN 3-938801-02-6.
- Kleine Kassa. Residenz-Verlag, St. Pölten/Salzburg/Wien 2014, ISBN 978-3-7017-1622-7.
- Nach fünfhundertzwanzig Weltmeertagen. Residenz-Verlag, Salzburg 2016, ISBN 978-3-7017-4524-1.
- Der Irrweg. Residenz-Verlag, Salzburg/Wien 2021, ISBN 978-3-7017-1730-9.
- Gelati! Gelati!, gemeinsam mit Tobias Premper, Edition Azur, Dresden 2021, ISBN 978-3-942375-52-8.
- Die Verwilderung. Residenz-Verlag, Salzburg 2025, ISBN 978-3-7017-1811-5.